# TJ Valašské Meziříčí
TJ Valašské Meziříčí je český fotbalový klub z Valašského Meziříčí. Od sezony 2024/25 nastupuje v divizi E.

## Historie valašskomeziříčské kopané
Doložitelná oficiální historie valašskomeziříčské kopané sahá až do poloviny 20. let 20. století. S. K. Valašské Meziříčí byl založen 14. května 1925 a od té doby klub funguje nepřetržitě.
S. K. Valašské Meziříčí hrál se střídavými úspěchy I. A a I. B třídu. Po 2. světové válce začal klub se pomýšlet na postup do Moravsko-Slezské divize (tehdy 2. nejvyšší soutěž). Již v roce 1947 mělo Meziříčí divizi na dosah, když při finálovém utkání bojovalo na domácí půdě o postup se Slavií Michálkovice. Utkání skončilo nerozhodně, což zaručilo postup hostujícímu týmu. Tomuto utkání přihlíželo neuvěřitelných 4 000 diváků. V roce 1948 se klubu konečně podařilo postoupit do divize, čímž vyvrcholilo několikaleté snažení. V roce 1958 došlo ke sloučení s krátce existujícím Spartakem Valašské Meziříčí a k přejmenování klubu na dnešní název.
V roce 2003 nastalo problematické období, které vyvrcholilo na konci sezony 2005/06 sestupem do I. A třídy Zlínského kraje. V roce 2006 došlo ke změnám ve vedení klubu, což mělo pozitivní vliv, jelikož se klub během dvou sezon vrátil do Divize E. Koncem prosince 2014 se stal trenérem klubu bývalý reprezentant a renomovaný prvoligový hráč Martin Kotůlek, který nahradil Roberta Blaška. V sezóně 2016/17 muži s velkým náskokem vyhráli divizi a poprvé v historii klubu postoupili do Moravskoslezské fotbalové ligy. Roku 2019 však díky nedostatečné výkonnosti došlo k sestupu do Moravskoslezské divize skupiny F. Tým přebírá do svého vedení v regionu uznávaný trenér Pavel Hajný. V sezóně 2020/2021 poté došlo k přeřazení do divizní skupiny E. Pro sezonu 2022/2023 byl A tým neočekávaně opět přeřazen do divizní skupiny F.

## Historické názvy
- 1925 – S. K. Valašské Meziříčí (Sportovní klub Valašské Meziříčí)
- 1949 – T. J. Sokol Valašské Meziříčí (Tělocvičná jednota Sokol Valašské Meziříčí)
- 1953 – Tatran Valašské Meziříčí
- 1958 – TJ Valašské Meziříčí (Tělovýchovná jednota Valašské Meziříčí)

## Soupiska
| #  | Pozice | Hráč            |
| -- | ------ | --------------- |
| 30 | B      | Lukáš Pobořil   |
| 1  | B      | Jan Hegar       |
| 2  | Z      | Václav Vozák    |
| 3  | Z      | René Veselý     |
| 4  | O      | Daniel Němec    |
| 5  | O      | Michal Kelárek  |
| 6  | O      | Martin Švec     |
| 7  | Z      | Daniel Sovák    |
| 8  | Z      | Viktor Žilinský |
| 9  | Ú      | Martin Výmola   |
| 10 | Z      | David Veselý    |

| #  | Pozice | Hráč           |
| -- | ------ | -------------- |
| 11 | Z      | Matouš Kopecký |
| 12 | O      | Adam Hrdlička  |
| 13 | Z      | David Smilek   |
| 14 | Z      | Jonáš Vrána    |
| 15 | Z      | Jindřich Vrána |
| 16 | z      | Lukáš Křenek   |
| 17 | O      | Pavel Macíček  |
| 18 | Ú      | Lukáš Galus    |
| 19 | Ú      | Martin Gajdoš  |

## Umístění v jednotlivých sezonách
Legenda: Z – zápasy, V – výhry, R – remízy, P – porážky, VG – vstřelené góly, OG – obdržené góly, +/− – rozdíl skóre, B – body, červené podbarvení – sestup, zelené podbarvení – postup, fialové podbarvení – reorganizace, změna skupiny či soutěže
| Československo (1947 – 1993) |                                    |        |    |     |     |     |     |     |     |     |        |
| Sezóny                       | Liga                               | Úroveň | Z  | V   | R   | P   | VG  | OG  | +/- | B   | Pozice |
| 1947/48                      | I. A třída SŽF                     | 3      | 26 | 18  | 3   | 5   | 90  | 46  | +44 | 39  | 3.     |
| 1948                         | Moravskoslezská divize – sk. Sever | 3      | 11 | 3   | 3   | 5   | 26  | 29  | −3  | 9   | 9.     |
| ...                          |                                    |        |    |     |     |     |     |     |     |     |        |
| 1968/69                      | Severomoravský krajský přebor      | 4      | 26 | 14  | 6   | 6   | 45  | 25  | +20 | 34  | 4.     |
| 1969/70                      | Divize D                           | 4      | 30 | 5   | 13  | 12  | 31  | 42  | −11 | 23  | 16.    |
| ...                          |                                    |        |    |     |     |     |     |     |     |     |        |
| 1987/88                      | Severomoravský krajský přebor      | 5      | 30 | 9   | 9   | 12  | 39  | 42  | −3  | 27  | 8.     |
| 1988/89                      | Severomoravský krajský přebor      | 5      | 30 | 11  | 7   | 12  | 43  | 43  | 0   | 29  | 8.     |
| 1989/90                      | Severomoravský krajský přebor      | 5      | 30 | ... | ... | ... | ... | ... | ... | ... |        |
| 1990/91                      | Severomoravský krajský přebor      | 5      | 30 | ... | ... | ... | ... | ... | ... | ... |        |
| 1991/92                      | Divize E                           | 4      | 30 | 11  | 8   | 11  | 52  | 61  | −9  | 30  | 7.     |
| 1992/93                      | Divize E                           | 4      | 30 | 12  | 9   | 9   | 45  | 38  | +7  | 33  | 6.     |
| Česko (1993 – )              |                                    |        |    |     |     |     |     |     |     |     |        |
| Sezóna                       | Liga                               | Úroveň | Z  | V   | R   | P   | VG  | OG  | +/- | B   | Pozice |
| 1993/94                      | Divize E                           | 4      | 30 | 10  | 10  | 10  | 37  | 45  | −8  | 30  | 7.     |
| 1994/95                      | Divize E                           | 4      | 30 | 11  | 10  | 9   | 60  | 51  | +9  | 43  | 6.     |
| 1995/96                      | Divize E                           | 4      | 30 | 8   | 9   | 13  | 41  | 55  | −13 | 33  | 14.    |
| 1996/97                      | Divize E                           | 4      | 30 | 11  | 2   | 17  | 46  | 55  | −9  | 35  | 14.    |
| 1997/98                      | Divize E                           | 4      | 30 | 10  | 8   | 12  | 56  | 56  | 0   | 38  | 7.     |
| 1998/99                      | Divize E                           | 4      | 30 | 10  | 7   | 13  | 50  | 57  | −7  | 37  | 11.    |
| 1999/00                      | Divize E                           | 4      | 30 | 11  | 6   | 13  | 40  | 49  | −9  | 33  | 11.    |
| 2000/01                      | Divize E                           | 4      | 30 | 11  | 3   | 16  | 46  | 61  | −15 | 36  | 12.    |
| 2001/02                      | Divize E                           | 4      | 30 | 11  | 3   | 16  | 52  | 70  | −18 | 36  | 12.    |
| 2002/03                      | Divize E                           | 4      | 30 | 11  | 4   | 15  | 53  | 65  | −12 | 37  | 12.    |
| 2003/04                      | Divize E                           | 4      | 30 | 9   | 3   | 18  | 38  | 73  | −35 | 30  | 15.    |
| 2004/05                      | Přebor Zlínského kraje             | 5      | 30 | 11  | 3   | 16  | 48  | 60  | −12 | 36  | 13.    |
| 2005/06                      | Přebor Zlínského kraje             | 5      | 30 | 3   | 5   | 22  | 36  | 86  | −50 | 14  | 16.    |
| 2006/07                      | I. A třída Zlínského kraje – sk. A | 6      | 26 | 21  | 3   | 2   | 102 | 41  | +61 | 66  | 1.     |
| 2007/08                      | Přebor Zlínského kraje             | 5      | 30 | 19  | 5   | 6   | 77  | 39  | +38 | 62  | 1.     |
| 2008/09                      | Divize E                           | 4      | 30 | 10  | 4   | 16  | 51  | 67  | −16 | 34  | 13.    |
| 2009/10                      | Divize E                           | 4      | 30 | 12  | 4   | 14  | 54  | 64  | −10 | 40  | 9.     |
| 2010/11                      | Divize E                           | 4      | 28 | 11  | 8   | 9   | 42  | 36  | +6  | 41  | 5.     |
| 2011/12                      | Divize E                           | 4      | 30 | 11  | 3   | 16  | 45  | 59  | −14 | 36  | 11.    |
| 2012/13                      | Divize E                           | 4      | 30 | 13  | 6   | 11  | 54  | 53  | +1  | 45  | 5.     |
| 2013/14                      | Divize E                           | 4      | 30 | 11  | 3   | 16  | 50  | 59  | −9  | 36  | 14.    |
| 2014/15                      | Divize E                           | 4      | 30 | 12  | 3   | 15  | 44  | 51  | −7  | 39  | 10.    |
| 2015/16                      | Divize E                           | 4      | 30 | 15  | 6   | 9   | 50  | 36  | +14 | 51  | 4.     |
| 2016/17                      | Divize E                           | 4      | 30 | 20  | 7   | 3   | 66  | 33  | +33 | 67  | 1.     |
| 2017/18                      | Moravskoslezská fotbalová liga     | 3      | 30 | 11  | 2   | 17  | 43  | 72  | −29 | 35  | 14.    |
| 2018/19                      | Moravskoslezská fotbalová liga     | 3      | 30 | 0   | 5   | 25  | 14  | 100 | -86 | 5   | 16.    |
| ** 2019/20                   | Divize F                           | 4      | 13 | 7   | 3   | 3   | 22  | 15  | +7  | 24  | 5.     |
| ** 2020/21                   | Divize E                           | 4      | 10 | 2   | 3   | 5   | 15  | 19  | -4  | 9   | 11.    |
| 2021/22                      | Divize E                           | 4      | 26 | 10  | 6   | 10  | 43  | 48  | -5  | 36  | 7.     |
| 2022/23                      | Divize F                           | 4      | 26 | 13  | 5   | 8   | 49  | 38  | +11 | 44  | 4.     |
| 2023/24                      | Divize F                           | 4      | 30 | 10  | 7   | 13  | 49  | 57  | -8  | 37  | 11.    |
| 2024/25                      | Divize E                           | 4      | 28 | 13  | 4   | 1   | 50  | 40  | +10 | 43  | 6.     |

Poznámky:
- 1968/69: Po sezoně proběhla celková reorganizace soutěží.
- 1999/00: Valašskému Meziříčí bylo odečteno 6 bodů.

**: sezona předčasně ukončena z důvodu pandemie covidu-19.

## TJ Valašské Meziříčí „B“
TJ Valašské Meziříčí „B“ je rezervní tým Valašského Meziříčí, hrající od sezóny 2012/13 I. A třídu Zlínského kraje (6. nejvyšší soutěž). Největšího úspěchu dosáhl v sezóně 2011/12, kdy se v Přeboru Zlínského kraje (5. nejvyšší soutěž) umístil na 16. místě.

### Umístění v jednotlivých sezonách
Zdroj: 
Legenda: Z – zápasy, V – výhry, R – remízy, P – porážky, VG – vstřelené góly, OG – obdržené góly, +/− – rozdíl skóre, B – body, červené podbarvení – sestup, zelené podbarvení – postup, fialové podbarvení – reorganizace, změna skupiny či soutěže
| Česko (1999 – ) |                                    |        |     |     |       |     |     |     |     |     |        |
| Sezóny          | Liga                               | Úroveň | Z   | V   | R     | P   | VG  | OG  | +/- | B   | Pozice |
| 1999/00         | I. B třída Slezské župy – sk. D    | 7      | 26  | 10  | 5     | 11  | 44  | 46  | −2  | 35  | 9.     |
| ...             |                                    |        |     |     |       |     |     |     |     |     |        |
| 2004/05         | Okresní přebor Vsetínska           | 8      | ... | ... | ...   | ... | ... | ... | ... | ... |        |
| 2005/06         | Okresní přebor Vsetínska           | 8      | 26  | 13  | 6     | 7   | 57  | 38  | +19 | 45  | 4.     |
| 2006/07         | Okresní přebor Vsetínska           | 8      | 28  | 12  | 6     | 10  | 84  | 53  | +31 | 42  | 6.     |
| 2007/08         | Okresní přebor Vsetínska           | 8      | 26  | 15  | 3     | 8   | 71  | 33  | +38 | 48  | 2.     |
| 2008/09         | I. B třída Zlínského kraje – sk. A | 7      | 26  | 15  | 7     | 4   | 60  | 41  | +19 | 52  | 3.     |
| 2009/10         | I. B třída Zlínského kraje – sk. A | 7      | 26  | 15  | 6     | 5   | 61  | 37  | +24 | 51  | 1.     |
| 2010/11         | I. A třída Zlínského kraje – sk. A | 6      | 26  | 16  | 4     | 6   | 72  | 48  | +24 | 52  | 1.     |
| 2011/12         | Přebor Zlínského kraje             | 5      | 30  | 4   | 6     | 20  | 39  | 94  | −55 | 18  | 16.    |
| 2012/13         | I. A třída Zlínského kraje – sk. A | 6      | 26  | 12  | 5     | 9   | 61  | 67  | −6  | 41  | 6.     |
| 2013/14         | I. A třída Zlínského kraje – sk. A | 6      | 26  | 8   | 2     | 16  | 51  | 69  | −18 | 26  | 13.    |
| 2014/15         | I. A třída Zlínského kraje – sk. A | 6      | 24  | 11  | 1 / 2 | 10  | 48  | 39  | +9  | 37  | 8.     |
| 2015/16         | I. A třída Zlínského kraje – sk. A | 6      | 26  | 11  | 2 / 4 | 9   | 70  | 39  | +31 | 41  | 5.     |
| 2016/17         | I. A třída Zlínského kraje – sk. A | 6      | 26  | 7   | 7 / 1 | 11  | 53  | 58  | −5  | 36  | 12.    |
| 2017/18         | I. A třída Zlínského kraje – sk. A | 6      | 26  | 16  | 1 / 4 | 3   | 85  | 43  | +42 | 54  | 2.     |
| 2018/19         | I. A třída Zlínského kraje – sk. A | 6      | 26  | 10  | 2 / 2 | 12  | 61  | 62  | −1  | 36  | 10.    |
| ** 2019/20      | I. A třída Zlínského kraje – sk. A | 6      | 13  | 8   | 3     | 2   | 26  | 15  | +11 | 28  | 2.     |
| ** 2020/21      | I. A třída Zlínského kraje – sk. A | 6      | 9   | 6   | 1     | 2   | 32  | 18  | +14 | 20  | 2.     |
| 2021/22         | I. A třída Zlínského kraje – sk. A | 6      | 26  | 16  | 3     | 7   | 85  | 40  | +45 | 41  | 3.     |
| 2022/23         | I. A třída Zlínského kraje – sk. A | 6      | 26  | 11  | 6     | 9   | 66  | 59  | +7  | 39  | 5.     |

Poznámka:
- Od sezony 2014/15 se ve Zlínském kraji hraje tímto způsobem: Pokud zápas skončí nerozhodně, kope se penaltový rozstřel. Jeho vítěz bere 2 body, poražený pak jeden bod. Za výhru po 90 minutách jsou 3 body, za prohru po 90 minutách není žádný bod.

**: sezona předčasně ukončena z důvodu pandemie covidu-19.

## Mládež
Tělovýchovná jednota Valašské Meziříčí má taktéž rozsáhlou mládežnickou základu čítající přes 250 mládežníků, kteří jsou rozděleni do jednotlivých kategorií. Klub se může pyšnit statutem Krajského sportovního střediska mládeže udělený úsekem talentované mládeže FAČR. 
Dělení na jednotlivé kategorie:
- U7 – školička
- U8
- U9
- U10
- U11
- U12
- U13
- U14
- U15
- U17
- U19

Všechny kategorie poté hrají vyšší fotbalové soutěže. Kategorie U12 a U13 žákovskou ligu, kategorie U14 a U15 žákovskou divizi, kategorie U17 a U19 dorosteneckou divizi.

## Stadion
TJ Valašské Meziříčí hraje své domácí zápasy na městském stadionu ve Valašském Meziříčí. Celkem se na stadionu nachází tři fotbalová hřiště, dvě s přírodním trávníkem a jedno s umělým povrchem. Pro zápasy A týmu se využívá hlavní hřiště s krytou tribunou a kapacitou 800 míst pro sedící.